# Leonard Andrys

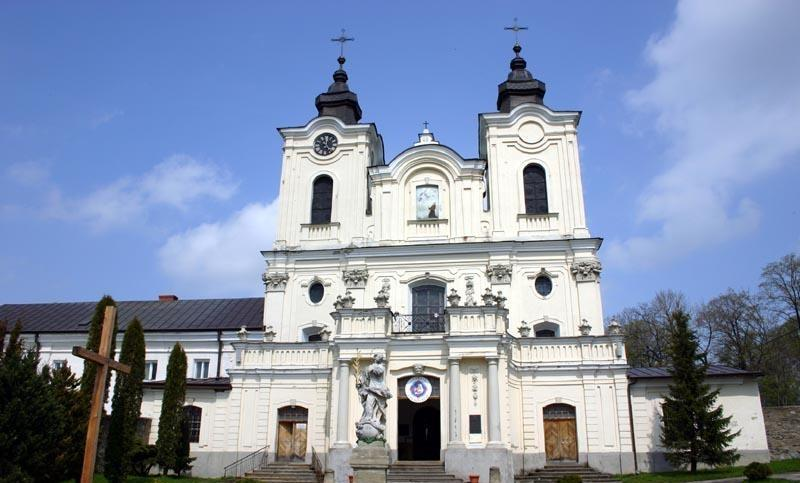
Kościół bernardynów w Dukli

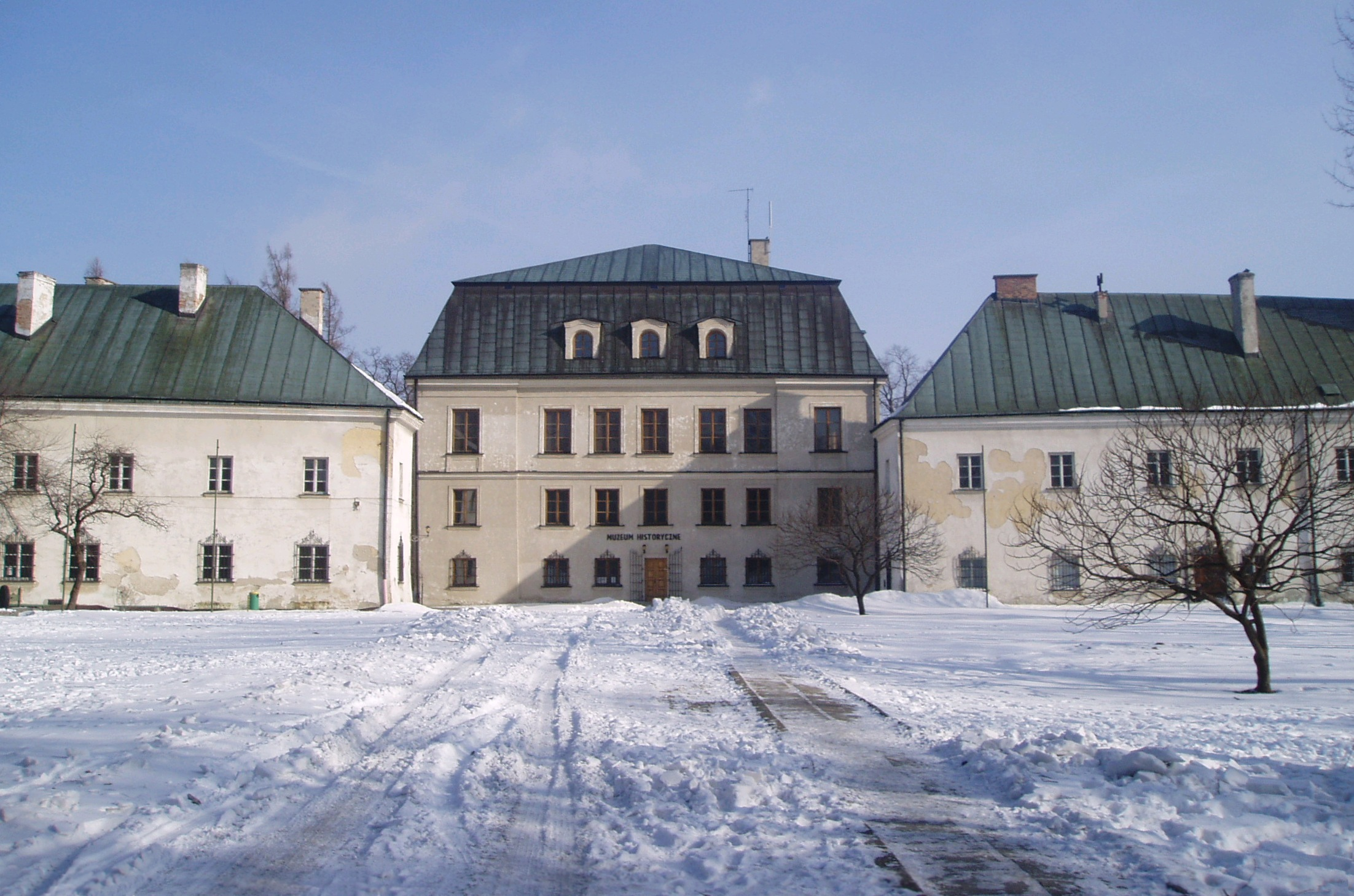
Zespół pałacowy Mniszchów w Dukli

Leonard Andrys – nadworny architekt i budowniczy Mniszchów w XVIII wieku, działający głównie pod patronatem Jerzego Augusta Wandalina Mniszcha. 

## Życiorys
Prawdopodobnie twórca projektu kościoła oo. Bernardynów w Dukli, budowanego w latach 1761-1764. Budowniczy zespołu pałacowego Mniszchów w Dukli w latach 1764-1765, odbudowywanego w stylu późnobarokowym  po pożarze z 1758 r. prawdopodobnie według projektu drezdeńskiego architekta Jana Fryderyka Knöbla. 